# Andrea Ghilini
Andrea Ghini Malpighi, nato Andrea Ghilini (Firenze, fine XIII secolo – Perpignano, 2 giugno 1343), è stato un cardinale e vescovo cattolico italiano.

## Biografia
Nacque a Firenze, figlio del nobile alessandrino Francesco Ghilini e della nobildonna fiorentina Margherita Malpighi (o Malpigli). Nulla si conosce della sua infanzia a parte la presenza di una sorella, Tomena, che fu sposa di Nicolò Canefri signore della Rocchetta Palafea. Ottenne la laurea in utroque iure alla Sorbona di Parigi.
Fu canonico del capitolo della cattedrale di Tournai e tesoriere dell'arcidiocesi di Reims. Intorno al 1325 fu elemosiniere del re Carlo il Bello di Francia e, in seguito, consigliere di re Filippo V di Francia.
Venne eletto vescovo di Arras il 18 dicembre 1329 a cui seguì, il 12 settembre 1334, l'incarico episcopale nella diocesi di Tournai che mantenne fino al 1342. Durante questi anni mons. Ghini fondò il Collegio dei Lombardi di Parigi nel 1334, il monastero di San Benedetto a Firenze e il Collegio di santa Maria di Tournai a Padova.
Durante il concistoro del 20 settembre 1342 venne creato cardinale presbitero di santa Susanna da Papa Clemente VI. Ebbe l'incarico di legato pontificio ad Aragona per ottenere la pace tra il re Pietro d'Aragona e re Giacomo III di Maiorca.
Morì il 2 giugno 1343 alla volta di Perpignano ove era stato fissato un incontro con re Giacomo III. Venne sepolto nel monastero di san Benedetto a Firenze.